# Vuelta a Burgos 2010
La Vuelta a Burgos 2010, trentaduesima edizione della corsa, si svolse dal 4 all'8 agosto 2010 su un percorso di 657 km ripartiti in 5 tappe, con partenza da Villasana de Mena e arrivo a Lagunas de Neila. Fu vinta dallo spagnolo Samuel Sánchez della Euskaltel-Euskadi davanti al suo connazionale Ezequiel Mosquera e all'italiano Vincenzo Nibali.

## Tappe
| Tappa  | Data     | Percorso                                          | km   | Vincitore di tappa | Leader cl. generale |
| ------ | -------- | ------------------------------------------------- | ---- | ------------------ | ------------------- |
| 1ª     | 4 agosto | Villasana de Mena > Medina de Pomar               | 143  | Koldo Fernández    | Koldo Fernández     |
| 2ª     | 5 agosto | Burgos > Miranda de Ebro                          | 165  | Samuel Sánchez     | Samuel Sánchez      |
| 3ª     | 6 agosto | Sasamón > Melgar de Fernamental (cron. a squadre) | 21,3 | Team Katusha       | Giampaolo Caruso    |
| 4ª     | 7 agosto | Vivar del Cid > Salas de los Infantes             | 173  | Romain Feillu      | Giampaolo Caruso    |
| 5ª     | 8 agosto | Vilviestre > Lagunas de Neila                     | 155  | Samuel Sánchez     | Samuel Sánchez      |
| Totale | Totale   | Totale                                            | 657  |                    |                     |

## Dettagli delle tappe

### 1ª tappa
- 4 agosto: Villasana de Mena > Medina de Pomar – 143 km

| Pos. | Corridore       | Squadra     | Tempo    |
| ---- | --------------- | ----------- | -------- |
| 1    | Koldo Fernández | Euskaltel   | 3h34'03" |
| 2    | Nikolas Maes    | Quick Step  | s.t.     |
| 3    | Romain Feillu   | Vacansoleil | s.t.     |

| Pos. | Corridore       | Squadra     | Tempo    |
| ---- | --------------- | ----------- | -------- |
| 1    | Koldo Fernández | Euskaltel   | 3h34'03" |
| 2    | Nikolas Maes    | Quick Step  | s.t.     |
| 3    | Romain Feillu   | Vacansoleil | s.t.     |

### 2ª tappa
- 5 agosto: Burgos > Miranda de Ebro – 165 km

| Pos. | Corridore           | Squadra          | Tempo    |
| ---- | ------------------- | ---------------- | -------- |
| 1    | Samuel Sánchez      | Euskaltel        | 4h14'19" |
| 2    | José Iván Gutiérrez | Caisse d'Epargne | s.t.     |
| 3    | Kristof Vandewalle  | Vlaanderen       | a 4"     |

| Pos. | Corridore           | Squadra          | Tempo    |
| ---- | ------------------- | ---------------- | -------- |
| 1    | Samuel Sánchez      | Euskaltel        | 7h48'22" |
| 2    | José Iván Gutiérrez | Caisse d'Epargne | s.t.     |
| 3    | Kristof Vandewalle  | Vlaanderen       | a 4"     |

### 3ª tappa
- 6 agosto: Sasamón > Melgar de Fernamental (cron. a squadre) – 21,3 km

| Pos. | Squadra        | Tempo  |
| ---- | -------------- | ------ |
| 1    | Team Katusha   | 21'42" |
| 2    | Liquigas-Doimo | a 7"   |
| 3    | Rabobank       | a 11"  |

| Pos. | Corridore           | Squadra          | Tempo    |
| ---- | ------------------- | ---------------- | -------- |
| 1    | Giampaolo Caruso    | Katusha          | 8h10'10" |
| 2    | José Iván Gutiérrez | Caisse d'Epargne | a 9"     |
| 3    | Oliver Zaugg        | Liquigas         | a 10"    |

### 4ª tappa
- 7 agosto: Vivar del Cid > Salas de los Infantes – 173 km

| Pos. | Corridore         | Squadra           | Tempo    |
| ---- | ----------------- | ----------------- | -------- |
| 1    | Romain Feillu     | Vacansoleil       | 4h05'27" |
| 2    | Denis Galimzjanov | Katusha           | s.t.     |
| 3    | Enrico Rossi      | Ceramica Flaminia | s.t.     |

| Pos. | Corridore           | Squadra          | Tempo     |
| ---- | ------------------- | ---------------- | --------- |
| 1    | Giampaolo Caruso    | Katusha          | 12h15'37" |
| 2    | José Iván Gutiérrez | Caisse d'Epargne | a 9"      |
| 3    | Oliver Zaugg        | Liquigas         | a 10"     |

### 5ª tappa
- 8 agosto: Vilviestre > Lagunas de Neila – 155 km

| Pos. | Corridore         | Squadra         | Tempo    |
| ---- | ----------------- | --------------- | -------- |
| 1    | Samuel Sánchez    | Euskaltel       | 3h59'39" |
| 2    | Ezequiel Mosquera | Xacobeo Galicia | a 1"     |
| 3    | Vincenzo Nibali   | Liquigas        | a 16"    |

| Pos. | Corridore         | Squadra         | Tempo     |
| ---- | ----------------- | --------------- | --------- |
| 1    | Samuel Sánchez    | Euskaltel       | 16h15'38" |
| 2    | Ezequiel Mosquera | Xacobeo Galicia | a 1"      |
| 3    | Vincenzo Nibali   | Liquigas        | a 21"     |

## Classifiche finali

### Classifica generale
| Pos. | Corridore           | Squadra                       | Tempo     |
| ---- | ------------------- | ----------------------------- | --------- |
| 1    | Samuel Sánchez      | Euskaltel-Euskadi             | 16h15'38" |
| 2    | Ezequiel Mosquera   | Xacobeo Galicia               | a 1"      |
| 3    | Vincenzo Nibali     | Liquigas-Doimo                | a 21"     |
| 4    | Oliver Zaugg        | Liquigas-Doimo                | a 37"     |
| 5    | Morris Possoni      | Sky Professional Cycling Team | a 41"     |
| 6    | José Iván Gutiérrez | Caisse d'Epargne              | a 44"     |
| 7    | Giampaolo Caruso    | Team Katusha                  | a 45"     |
| 8    | Steven Kruijswijk   | Rabobank                      | a 56"     |
| 9    | Igor Antón          | Euskaltel-Euskadi             | a 57"     |
| 10   | Laurens ten Dam     | Rabobank                      | a 1'10"   |